# Console Generale Liuzzi
Il Console Generale Liuzzi è stato un sommergibile della Regia Marina.

## Storia
Intitolato ad Alberto Liuzzi, console generale della Milizia, il sommergibile andò perduto alla sua prima missione di guerra. Il 16 giugno 1940, infatti, lasciò Taranto al comando del capitano di corvetta Lorenzo Bezzi diretto nella sua zona d'agguato al largo di Famagosta, per attaccare le navi in navigazione fra Cipro, la Siria e l'Egitto. Vi passò cinque giorni senza avvistare alcuna nave e nella serata del 25 giugno intraprese la rotta di rientro. 
Alle 18.30 del 27 giugno individuò le unità della Forza C britannica ma fu a sua volta avvistato. 
Subì una dura caccia con cariche di profondità da parte dei cacciatorpediniere Dainty, Defender e Ilex (che avevano in dotazione gli ecogoniometri più moderni della Royal Navy) finché, danneggiato, venne a galla per tentare di difendersi con i cannoni. 
Causa il mare mosso, però, i cannonieri del Liuzzi non riuscivano a puntare, mentre le unità britanniche non ebbero problemi a centrare più volte il sommergibile, con 9 morti fra l'equipaggio (il guardiamarina Averardo Facibeni, un sergente e sette marinai) e la messa fuori uso dell'unità. 
Fu ordinato di avviare le manovre di autoaffondamento e di abbandonare il sommergibile; dopo che tutti se ne furono andati (furono tratti in salvo – e catturati – dagli inglesi) il comandante Bezzi ritornò all'interno del sommergibile e vi si rinchiuse, decidendo di affondare con esso (fu decorato con Medaglia d'oro al valor militare alla memoria). 
Poco prima delle 20 il Liuzzi affondò al largo di Creta.
Nella sua breve vita il sommergibile aveva svolto un'unica missione di guerra, percorrendo 1695 miglia in superficie e 420 in immersione.